# 暗杀菲德尔·卡斯特罗事件

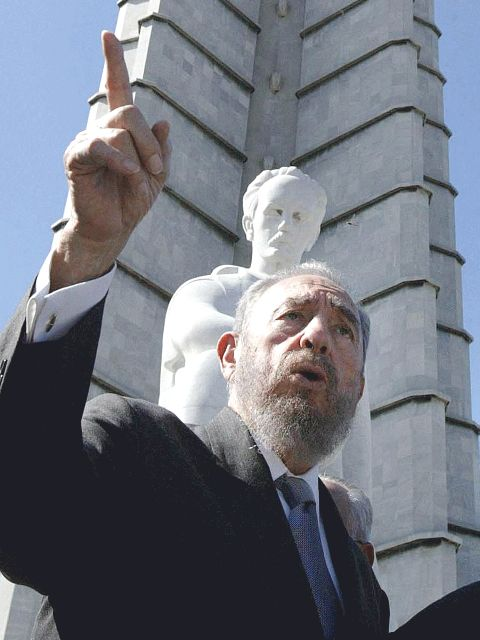
在何塞·马蒂纪念碑前发表演说的斐代爾·卡斯楚

暗杀斐代爾·卡斯楚事件，是指二战后美国中情局对前任古巴共产党中央委员会第一书记，古巴共和国前国务委员会主席（国家元首）和部长会议主席（政府首脑）斐代爾·卡斯楚的一系列暗杀未遂事件，共计638起。卡斯楚因而成为世界上被暗杀次数最多的人物，该项记录在2011年载入吉尼斯世界纪录。

## 背景
随着二战的结束，美国秘密地制定了对外国领导人进行政治暗杀的计划。但是在相当长的一段时间内，美国政府官员因认为此举会违反联合国宪章而强烈地否认了这个计划。在1972年3月5日，时任中情局局长的理查德·海默斯曾发出这样的宣言：「我们的任何一个职员对于这项计划都是不可能开展、协助或者是提议的」。。在1975年，美国参议院由弗兰克·丘奇召开了名为「参议院专责委员会对政府情报活动相关行动的调查」会议（即丘奇委员会）。这场会议上揭露了中情局和一些国家机构与暗杀相关联的决策上使用了「合理的推诿」。
一方面，属下通过销毁所有暗杀相关资料来故意隐蔽上司们的责任；另一方面属下也被默许能在通讯中使用委婉语句和狡诈的措辞。

## 暗杀
丘奇委员会宣布中情局证实他们在1960至1965年间对斐代爾·卡斯楚进行过八次行刺。:71一位已退休，曾分配保护卡斯楚的古巴反间谍部门的首席费边·艾斯卡兰特，估计由中情局进行的暗杀未遂次数达到638次。其中一些是中情局针对推翻古巴共产党而秘密进行的猫鼬行动一部分。据中情局报道对卡斯楚的暗杀尝试包括香烟中植入肉毒杆菌使中毒、带有结核杆菌的水肺潜水服和海底的伪装成贝壳状的炸弹、一只包含预先装入可致命尼古丁混合物圆珠笔、派遣黑手党行动等等。也有在卡斯楚参观古巴海明威博物馆时的引爆计划。
在2006年，英国公共服务电视第四台曾播出一个与之相关的纪录片《暗杀卡斯特罗的638种方法》。暗杀行动中有一次是由卡斯楚的旧情人玛利塔·洛伦茨执行。她与斐代爾·卡斯楚在1959年首次见面，她一次在怀孕期间突然昏倒后流产而回美国医治。中情局见此是个行刺卡斯楚的好机会，于是派遣探员在她治疗期间进行洗脑，如告诉她流产一事应归咎于斐代爾·卡斯楚，是他一手造成，还说道卡斯楚的存在会威胁世界的和平，以此来说服他对卡斯楚行刺，她答应了。第二年，她将由冷霜包裹的一个毒药丸带入了卡斯楚家里，但卡斯楚得知她的意图时，他将一把手枪拿给了玛利塔·洛伦茨让她杀了自己，但是玛利塔·洛伦茨不忍心并没有开枪。中情局的一些行动的目的并不仅有将卡斯楚谋杀，如若此举不成功，还会对他进行毁坏名誉行动。例如，使用铊盐让卡斯楚的象征——他下颚的大胡子脱落，:30或者将卡斯楚的无线电播音室喷洒强烈的半人工致幻剂LSD，使他在进行公众演讲时头绪混乱、胡言乱语以达到毁坏公共名誉的效果。
卡斯楚曾针对中情局对他的暗杀行动说过这么一句话：“如果在奥林匹克运动会中有一个项目是关于躲避暗杀的话，那么金牌非我莫属。”

## 时间线
根据美国官方的解密文件，肯尼迪时期的政府官员对中情局暗杀卡斯楚行动施过高压。这份文件也揭露了对卡斯楚数量惊人的暗杀阴谋，旨在给肯尼迪总统创造一个良好的印象。:25以下为暗杀行动的五个阶段，涉及到了中情局、美国国防部、美国国务院::24–25
- 1960年8月之前
- 1960年8月到1961年4月
- 1961年4月到1961年末
- 1961年末到1962年末
- 1962年末到1963年末

### 黑手党的参与
根据中情局2007年的一份文件揭露了一件丑事。在对卡斯楚的一次暗杀行动中涉及到了美国的犯罪集团成员：有“英俊约翰”之称的约翰·罗塞利、塞尔瓦托·吉阿卡纳、圣·特拉菲坎特拉。这起暗杀行动发生在猪湾事件之前。
1960年9月，芝加哥犯罪集团中艾尔·卡彭的后继者莫莫·塞尔瓦托·吉阿卡纳和迈阿密辛迪加的领导人圣·特拉菲坎特拉（两人都是当时美国联邦调查局的十大通缉犯）被中情局间接联系到参与关于对卡斯楚暗杀行动。约翰·罗塞利当时是拉斯维加斯辛迪加的一员，与黑手党首领有过接触。一位来自中情局的中间人罗伯特·马休向他们自荐。罗伯特自称自己是古巴一些国际企业的一名代理人，而这些是前来投诚他们的。1960年9月14日，罗伯特在纽约一酒店与罗塞利相遇，并给了他15万美元让他除掉卡斯楚。随行的还有被认为是罗伯特的同事詹姆斯·O·康奈尔，但实际上是中情局暗杀行动的支援部门的首领。那份官方解密文件并没有揭露到是否答应参和。根据中情局的一份文件揭露，是塞尔瓦托提出了在卡斯特食物和饮料中混入毒药丸的诡计。这种毒药丸由中情局技术服务部门制作，并交付给了塞尔瓦托提名的胡安·奥尔塔。奥尔塔受赛尔瓦托的推荐去成为一名古巴政府的官员，他与卡斯楚也有过接触。
据称，在几次将毒药丸混入卡斯楚食物失败之后，奥尔塔被突然的要求退出该次行动，并安排给了另一个不知名的参与者。之后的第二次行动，塞尔瓦托和特拉菲坎特拉安排了一位来自古巴流亡军事团体，名叫安东尼·维罗纳的博士，根据特拉菲坎特拉所述：“他对身处的流亡军事团体毫无明显的行动而感到不满”。维罗纳向他们要求拿一万美元作为费用，一千美元购买通信设备。然而，对于这一次的暗杀行，现在已无法得知进展如何，因为猪湾事件的爆发，该行动已被取消。

## 影响
除开对卡斯楚的暗杀，中情局的指导人还被指控暗杀拉斐尔·特鲁希略、帕特里斯·卢蒙巴、吴廷琰等国外领导人。丘奇回忆否认了将政治暗杀作为外交政策的工具并公开宣称这些暗杀行为“与美国的原则，国际秩序不相符”:1，对于丘奇回忆中向国会提出的考虑开发一个法令，来根除这些或类似的行动这一提议并没有被报告。1977年，美国总统杰拉尔德·福特签署了行政命令11905，内容为：“没有哪一位美国政府的雇员能介入或谋划政治暗杀。”

## 延伸阅读
- Escalante Font, Fabián. CIA Targets Fidel: Secret 1967 CIA Inspector General's Report on Plots to Assassinate Fidel Castro. Melbourne, Vic., Australia: Ocean Press, 1996.
- Escalante Font, Fabián. Executive Action: 634 Ways to Kill Fidel Castro. Melbourne: Ocean Press, 2006.
- Greer K. E., and Scott D. Breckinridge. Report on Plots to Assassinate Fidel Castro. Washington, D.C.: Central Intelligence Agency (Reproduced at the National Archives), 1993. (A reconstruction of events, 1959-1963, based mainly on oral testimony given at a later date (March–May 1967) by CIA agents who had been involved in the plots.)
- Johnson, Boyd M., III. Executive Order 12,333: The Permissibility of an American Assassination of a Foreign Leader. Cornell International Law Journal, Vol. 25, No. 2 (1992), pp. 401–435.
- Pape, Matthew S. Can We Put the Leaders of the “Axis of Evil” in the Crosshairs? Parameters, US Army War College Quarterly, Vol. XXXII, No. 3, 2002, p. 62-71. PDF